# Vrbaška
Vrbaška (cyr. Врбашка) – wieś w Bośni i Hercegowinie, w Republice Serbskiej, w gminie Gradiška. W 2013 roku liczyła 779 mieszkańców.